# Etelvina Lopes de Almeida
Etelvina Lopes de Almeida (Serpa, 17 de marzo de 1916 - Tábua, 30 de abril de 2004) fue una escritora, periodista y política portuguesa, que ejerció como diputada del Partido Socialista en la Asamblea de la República de Portugal.

## Trayectoria
Etelvina Lopes de Almeida nació en Serpa el 17 de marzo de 1916. Asistió al instituto Maria Amália Vaz de Carvalho en Lisboa y a un internado en Queluz. Inició su carrera como periodista y escritora en el periódico infantil O Papagaio, dirigido por Adolfo Simões Muller. En 1941 completó el bachillerato y empezó a trabajar en la Rádio Renascença, primero como secretaria y más tarde como locutora. Posteriormente, comenzó a trabajar como secretaria en la revista femenina Modas & Bordados, que dirigía María Lamas. En 1943 se convirtió en editora de dicha revista y firmó cuentos y reportajes para la revista O Século.
En 1944, comenzó a trabajar como locutora de Emissora Nacional. Un año después, fue una de los firmantes de las listas para la constitución de la Movimento de Unidade Democrática. Cuando María Lamas fue nombrada presidenta del Consejo Nacional de Mujeres Portuguesas en 1946, Lopes de Almeida asumió el cargo de directora de la revista Modas & Bordados. Ese mismo año, también recibió su carné de socia del consejo de la Sociedade Portuguesa de Escritores, firmado por Aquilino Ribeiro.
En 1947 participó en eventos realizados en el marco de la Exposição de Livros Escritos por Mulheres de todo o Mundo, organizada por la Sociedad Nacional de Bellas Artes. Un año después, firmó, junto con otros compañeros, documentos que pedían la abolición de la censura en Portugal y la liberación de los presos políticos, siendo apartada por ello de la Emisora Nacional. Posteriormente, comenzó a colaborar con algunos periódicos, en Rádio Clube Português y en pequeñas emisoras de radio privadas. También se convirtió en miembro de la Liga Portuguesa Feminina para a Paz y, cuando cesó esta actividad, se unió al Consejo Nacional de Mujeres Portuguesas, encabezado por Sara Beirão y Maria Lamas.
En 1962 fue despedida de la revista Modas & Bordados por razones políticas, comenzando a desempeñar algunas funciones en la empresa propietaria de la revista.
En 1965, durante el allanamiento de la sede de la editorial Europa-América por parte del PIDE su libro, ABC da Culinária, fue incautado. Desde ese momento y hasta 1968 dejó de firmar sus colaboraciones en periódicos y revistas. Ese año se fue a París, y y desde ahí empezó a enviar al diario O Século una serie de reportajes sobre emigrantes portugueses, aunque fueron publicados sin firma. Más tarde comenzó a coordinar la Oficina de Relaciones Públicas de una empresa inmobiliaria, visitando varios países.
En 1969, fue candidata a la Comisión Electoral de Unidad Democrática por la asamblea nacional.
Después de la Revolución de los Claveles, trabajó en la Radio y Televisión de Portugal y, en 1975, pasó a dirigir el departamento de Radiodifusão Portuguesa Internacional, visitando varias comunidades portuguesas en el exterior. Formó parte del Grupo de Mujeres Socialistas y fue diputada por el Partido Socialista a la Asamblea Constituyente y de la Asamblea de la República de Portugal  en la primera legislatura.
Posteriormente, se centró en abordar los problemas de la tercera edad y formó parte de la junta directiva de la Fundação Sara Beirão / António Costa Carvalho, que fundó junto a Caeiro Iglesias en Tábua. En 1993 presidió en Estrasburgo, una sesión sobre la tercera edad del Parlamento Europeo, durante la cual se aprobó la Carta Europea de las Personas Mayores.
Murió el 30 de abril de 2004, víctima de una larga enfermedad.

## Reconocimientos
En 1982, recibió un homenaje del Consejo Nacional de Mujeres de Brasil, siendo elegida Mujer del Año.
En 1995 recibió del entonces presidente Mário Soares la Encomienda de la Orden del Mérito en Portugal.

## Obra
- 111 Receitas de Tartes, Publicações Europa-América, (s/d)
- Histórias que o mundo conta, Perspectivas e realidades, 1985
- 111 Receitas com Ovos, Publicações Europa-América, 1979
- 111 Receitas de Tapas e Entradas, Publicações Europa-América, 1979
- ABC da Culinária, Publicações Europa-América, 1966
- O Tambor da Paz, 1963
- Maria Verdade, 1952
- O Tontinho da Esquina, Edições Universo, (s/d)
- Bia Calatroia, Editorial Século, 1948